# Nadleśnictwo Świdnica
Nadleśnictwo Świdnica – jednostka organizacyjna Lasów Państwowych podległa Regionalnej Dyrekcji Lasów Państwowych we Wrocławiu. Siedziba nadleśnictwa znajduje się w Świdnicy, w powiecie świdnickim, w województwie dolnośląskim.
Nadleśnictwo obejmuje większe części powiatów świdnickiego i dzierżoniowskiego oraz niewielkie fragmenty powiatów średzkiego, wałbrzyskiego, wrocławskiego i ząbkowickiego oraz miasta Wałbrzych w województwie dolnośląskim.

## Historia
Nadleśnictwo Świdnica powstało w 1945. W współczesnych granicach istnieje od 1977.

## Ochrona przyrody
Na terenie nadleśnictwa znajdują się trzy rezerwaty przyrody:
- Bukowa Kalenica
- Góra Choina
- Jeziorko Daisy.

## Drzewostany
Typy siedliskowe lasów nadleśnictwa (z ich udziałem procentowym):
- lasy 97%
- bory 3%

Gatunki lasotwórcze lasów nadleśnictwa (z ich procentowym udziałem powierzchniowym):
- świerk 29%
- dąb 27%
- buk 20%
- sosna, modrzew 10%
- jawor, jesion, lipa, olcha 10%
- brzoza 3%
- inne 1%

Przeciętna zasobność drzewostanów nadleśnictwa wynosi 356 m³/ha, a przeciętny wiek 79 lat.